# Annemarie Kuhn

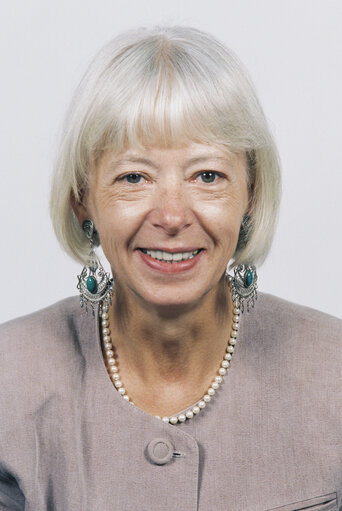
Annemarie Kuhn (2012)

Annemarie Kuhn (* 9. Mai 1937 in Ludwigshafen am Rhein) ist eine deutsche Gewerkschaftssekretärin und Politikerin der SPD.

## Leben
Nachdem Kuhn von 1947 bis 1953 das Gymnasium besuchte, begann sie anschließend eine Banklehre, die sie als Bankkauffrau abschließen konnte. Danach war sie kurzzeitig Bankangestellte bei der Sparkasse Ludwigshafen, bevor sie 1956 eine Tätigkeit in der Bezirksleitung Rheinland-Pfalz/Saarland der Industriegewerkschaft Chemie-Papier-Keramik (später IG Bergbau-Chemie-Energie) aufnahm. Zunächst arbeitete sie in allen Abteilungen sowie als Sekretärin des Bezirksleiters, ab 1977 war sie Gewerkschaftssekretärin für Europafragen und ausländische Arbeitnehmer.

## Engagement
Kuhn trat bereits 1955 in die IG Chemie-Papier-Keramik ein, 2015 wurde sie für ihre 60-jährige Mitgliedschaft geehrt. Sie ist außerdem Mitglied der Arbeiterwohlfahrt, von Pro Familia und im Tierschutzverein, darüber hinaus gehörte sie dem Verwaltungsrat der Kaufmännischen Krankenkasse als stellvertretendes Mitglied an.

## Politik
In der SPD, der sie seit 1964 angehört, hatte Kuhn unterschiedliche Vorstandsfunktionen bis auf Landesebene inne, so auch bei den Jungsozialisten, der Arbeitsgemeinschaft für Arbeit und der Arbeitsgemeinschaft sozialdemokratischer Frauen, ferner im Unterbezirk Mainz und im Bezirk Rheinhessen. Lange Jahre war sie Vorsitzende eines Mainzer SPD-Ortsvereins. Ab 1974 war sie Mitglied des Mainzer Stadtrats, in dem sie zwischenzeitlich dem Fraktionsvorstand angehörte.
Am 20. Dezember 1990 rückte sie ins Europäische Parlament nach, dem sie bis 1999 angehörte. Dort gehörte sie mehreren Ausschüssen als ordentliches oder stellvertretendes Mitglied an. Darunter waren der Petitionsausschuss, der Ausschuss für Umweltfragen, Volksgesundheit und Verbraucherschutz und die Delegation für die Beziehungen zu Südosteuropa sowie sie die Paritätische Versammlung des Abkommens zwischen den Staaten Afrikas, des Karibischen Raumes und des Pazifischen Ozeans und der Europäischen Union.

## Auszeichnungen
- 1991: Ehrenring der Stadt Mainz